# Иваники (Даниловский сельский округ)
Ива́ники — деревня в составе Даниловского сельского округа Даниловского сельского поселения Даниловского района Ярославской области России. Находится в 2 км от Данилова на автомобильной дороге Череповец — Данилов у реки Пеленга.
Постоянное население деревни 36 человек.

## Известные уроженцы
- Груздев, Дмитрий Васильевич (1907—19??) — советский военачальник, полковник.